# The Memphis Horns
The Memphis Horns (« Les Cuivres de Memphis » en français) est une section de cuivres américaine formée en 1969 par d'anciens musiciens de studio travaillant pour Stax Records, et issus pour certains du groupe The Mar-Keys. On a dit d'eux qu'ils étaient  « sans doute la plus grande section de cuivres soul de tous les temps ». Le groupe, qui connait de nombreuses évolutions au cours de sa carrière, se résume progressivement à un duo composé de Wayne Jackson à la trompette et d'Andrew Love au sax ténor.

## Carrière

### Les années Stax
Sur les premières productions du label Stax, ou de son précurseur Satellite, les musiciens qui jouent des cuivres sont parfois appelés les « Mark-Keys horns », car leurs membres sont issus du groupe The Mar-Keys. Il s'agit alors essentiellement de Charles « Packy » Axton au sax ténor (le fils d'Estelle Axton, cofondatrice du label), de Floyd Newman au sax baryton, et de Wayne Jackson à la trompette. On peut les entendre sur les enregistrements de Rufus Thomas, sa fille Carla Thomas, Otis Redding, Eddie Floyd, Sam and Dave, The Staple Singers et Booker T. and the M.G.'s. Ils sont d'ailleurs fréquemment associés aux musiciens des MG's, à savoir Steve Cropper à la guitare, Al Jackson, Jr. à la batterie, Donald « Duck » Dunn à la basse et Booker T. Jones aux claviers. À partir du milieu de 1965, la composition des Memphis Horns est complétée par Andrew Love au sax ténor et Gene « Bowlegs » Miller (en) à la trompette, tandis qu'Axton se fait moins présent. Entre Wayne Jackson et Andrew Love, l'alchimie fonctionne immédiatement. Les deux hommes, un petit blanc et un grand noir, sont nés à trois jours d'intervalle. « La première fois que j'ai entendu Andrew jouer, j'ai su que nous serions parfaits ensemble. Il avait un ton grave et moi un ton grave. Et je savais qu'ils se mélangeraient de la manière la plus naturelle et la plus belle », disait Jackson à propos de Love.
La composition du groupe n'est pas figée, ils peuvent intervenir à deux, trois, quatre ou cinq musiciens. Wayne Jackson et Andrew Love constituent la charnière principale, mais il arrive que l'un ou l'autre ne soit pas présent sur un enregistrement. De temps à autre, ils sont associés à d'autres joueurs d'instruments à vent, comme les saxophonistes James Mitchell ou Charles Chalmers (pour Wilson Pickett notamment). Ce dernier signe aussi parfois les arrangements de cuivres et compose certaines chansons. En plus des sessions pour Stax, ils participent à des enregistrements pour Hi Records ou Atlantic. On peut les entendre sur des albums d'Aretha Franklin ou de Chuck Berry. Dans les années 1967-1969, Joe Arnold (saxophone) se joint régulièrement à eux. Le groupe accompagne aussi les artistes maison en tournée. Ils suivent la caravane Stax lors de la grande tournée européenne de 1967, où on les présente comme étant les Mar-Keys, et ils sont derrière Otis Redding au festival pop de Monterey.

### L'indépendance
En 1969, Booker T. obtient un salaire et des royalties pour les membres de MG's. Andrew Love et Wayne Jackson réclament le même traitement, mais Jim Stewart leur adresse une fin de non-recevoir. Ils décident alors de quitter Stax et fondent le groupe The Memphis Horns. Ils s'adjoignent les services de James Mitchell au sax ténor, Ed Logan au sax baryton, et Jack Hale au trombone. Leur participations avec Elvis Presley sur Suspicious Minds et l'album From Elvis in Memphis est remarquée, ce qui leur permet de travailler ensuite avec Dusty Springfield, Neil Diamond, The Doobie Brothers, Stephen Stills, Jerry Lee Lewis, Canned Heat et Memphis Slim, Rod Stewart, mais aussi Johnny Hallyday et Eddy Mitchell. Ils jouent aussi sur scène avec Stills ou King Curtis. Ils sortent leur premier album homonyme en 1970. Ils entament par ailleurs une longue collaboration avec Al Green, qui débute en 1972 avec l'album Let's Stay Together. Vers 1975, Ed Logan est remplacé par Lewis Collins mais, progressivement, le groupe va se résumer au duo Wayne Jackson et Andrew Love. Ce qui n'empêche pas les coopérations occasionnelles avec Jim Horn, Ben Cauley, ou l'ami de longue date Floyd Newman.
Dans les années 1980, ils accompagnent U2, Keith Richards, Steve Winwood, Billy Joel ou Zucchero. Dans les années 80 et 90, Jackson et Love collaborent étroitement avec le groupe de blues de Robert Cray. Ils fournissent leurs cuivres funky/soul légendaires à cinq albums du groupe : Strong Persuader (1986), Don't Be Afraid of the Dark (1988), Midnight Stroll (1990), I Was Warned (1992) et Sweet Potato Pie (1997). Ils jouent aussi avec Joe Cocker, Buddy Guy, Gary Moore, Luther Allison, Primal Scream et Sting.
En 1992, ils sortent leur album Flame Out, produit par Terry Manning, un ancien de Stax. Andrew Love se retire en 2004, après qu'on lui a diagnostiqué la maladie d'Alzheimer. Jackson et Tom McGinley, un autre musicien qui travaillait parfois avec les Memphis Horns, continuent d’enregistrer sur des projets tels que  Honkin' on Bobo d'Aerosmith ou Prairie Wind (2005) de Neil Young.
En 2007, Wayne Jackson et Jack Hale, ancien membre de longue date, se réunissent pour reformer les Memphis Horns (incluant aussi Tom McGinley) afin de rejoindre le chanteur et compositeur Andrew Jon Thomson dans le cadre de son projet multi-albums All Star Superband. En 2008, cette formation des Memphis Horns joue sur certaines chansons de l'album Consolers of the Lonely des Raconteurs. La même année, les Memphis Horns enregistrent avec Jack White (White Stripes, Raconteurs) et Alicia Keys sur la chanson Another Way to Die, générique du James Bond, Quantum of Solace.
En 2008, les Memphis Horn sont intronisés au Musicians Hall of Fame and Museum de Nashville. En 2017, le groupe entre également au Memphis Music Hall of Fame. En 2012, il reçoit le Grammy Lifetime Achievement Award pour son importance artistique exceptionnelle dans la musique. Il aurait participé à 52 titres classés n°1 dans les charts, et 83 disques certifiés or ou platine.
Wayne Jackson s'éteint en 2016, quatre ans après son acolyte de toujours, mettant ainsi un point final à l'histoire des Memphis Horns.

## Personnel
Memphis Horns
- Wayne Jackson - trompette
- Andrew Love - saxophone ténor[13]
- James Mitchell (15 mai 1931-18 décembre 2000, Memphis[14]) - saxophone baryton[3]
- Lewis Collins - saxophone, flute[3]
- Ed Logan (Edward Logan, 12 février 1945, Memphis-13 avril 2000, Mobile, Alabama) - saxophone ténor[3]
- Jack Hale - trombone[3]
- Jack Hale, Jr. (Jack D. Hale, Jr., né en 1955 à Memphis, Tennessee) - trompette, cor d'harmonie
- Ben Cauley - trompette
- Roger Hopps - trompette
- Calvin Caples - saxophone baryton

Musiciens Stax ou « Mar-Keys »
- Floyd Newman (né le 17 août 1931 à Memphis[15]) - saxophone baryton
- Charles "Packy" Axton (17 février 1941-20 janvier 1974) - saxophone ténor
- Gene "Bowlegs" Miller (27 mai 1933-25 décembre 1987) - trompette
- Joe Arnold (né le 16 juillet 1945, Comté de Shelby, Mississippi[16]) - saxophone

## Discographie
- The Memphis Horns (album) (1970)
- Horns For Everything (1972)
- High On Music (1976)
- Get Up & Dance (1977)
- The Memphis Horns Band II (1978)
- Welcome To Memphis (1979)
- Flame Out (1992)
- The Memphis Horns With Special Guests (1995)
- Wishing You A Merry Christmas (1996)